# Villa (heraldika)
A villa a mesteralakok közé tartozó heraldikai jelkép. Fordított Y-szerű alakzat. Két harántirányú és egy függőleges ágból áll. A harántirányú szárak a pajzs jobb illetve bal alsó sarkából illetve ívéből indulnak ki és a pajzsközép táján találkoznak a függőleges szárral. A villa fordított változata az ágas. Pajzstagolási megfelelője a villásosztás.
Az angol heraldikában az ágas és a villa a fő mesteralakok (ordinary) közé tartoznak, de mégis viszonylag ritkán ábrázoltak. Főleg az egyházi heraldikában fordulnak elő.

## A villa változatai
A villa lehet lebegő, felül csonka, hullámos és más osztóvonalakkal megrajzolva.
A hullámos villa - osztóvonalai hullámosak.
A lebegő villa - ennek az Y-szerű alakzatnak a szárai nem érintkeznek a pajzs peremével.
A telt villa (de: Göpelstück) - a ferde szárai közti rész ki van töltve.
A hármas villa vagy daruláb - a függőleges szár folytatódik a ferde szárak között is. Főleg a polgári címerek között
fordulhat elő, függőleges szárral, vagy anélkül.

Telt villa
Hármas villa vagy daruláb

## Egyéb villák

Béke-kereszt (hippi kereszt, en: peace symbol, peace sign)

A címerképek közé tartozik, így a mezőgazdasági munkák során használt két-, három-, esetleg többágú villák is megtalálhatók 
a címereken. Nem csak a kommunális heraldikában fordul elő, hanem esetenként már a nagyon
korai lovagi címerekben is (harci villa?) előfordul. A mitológiai Neptunusz (Poszeidon) isten hármas villája szintén
megtalálható a heraldikában.
A harci villa (de: Streitgabel) kétágú, egyenes csúccsal ellátott címerkép. Előfordul például a von Coblentz család
címerében. Néha tévesen szénavillaként (de: Heugabel) írják le.
A (harci) hármasvilla (de: Streithorst, Kriegsdreizack, la: tridens bellicus) az ókori mitológiából ismert hármas villához hasonló régi rúdfegyver. A von Hopfgarten család címerének szénavillája is a
hármasvillára emlékeztet.